# Golf van Venezuela

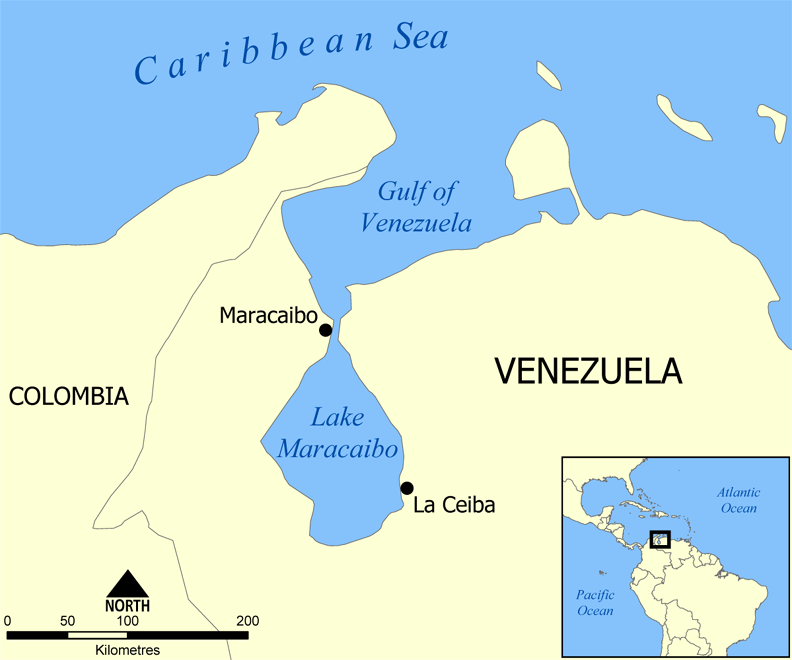
Kaart met de Golf van Venezuela.

De Golf van Venezuela is een baai (of "golf") in de Caraïbische Zee, begrensd door de Venezolaanse deelstaten Zulia en Falcón, en door het Colombiaanse departement La Guajira. In het Zuiden verbindt een zeestraat van 54 kilometer lengte de baai met het Meer van Maracaibo.
De Golf van Venezuela werd in 1499 ontdekt tijdens een expeditie van Alonso de Ojeda en Amerigo Vespucci. Zij bereikten de baai nadat ze langs de Nederlandse Antillen en het schiereiland Paraguaná van de tegenwoordige Venezolaanse deelstaat Falcón kwamen.
Over het bezit van de baai zijn Colombia en Venezuela met elkaar in discussie. Deze discussie stamt uit de tijd dat Colombia en Venezuela begin 19e eeuw onafhankelijk werden van Spanje. De grenzen van het gebied werden toen niet afgebakend, vanwege verzet door de Wayúu-indianen. Pas in 1941 werden de landgrenzen vastgesteld, maar de territoriale wateren werden toen wederom niet afgebakend. Voor Venezuela ligt het belang van de baai in de verbinding tussen de Caraïbische Zee en het Meer van Maracaibo, waar aardolie wordt gevonden.
- Gemeinsame Normdatei: 4225060-2
- Virtual International Authority File: 130191099